# 2-га постійна протимінна група НАТО

Офіційна емблема групи

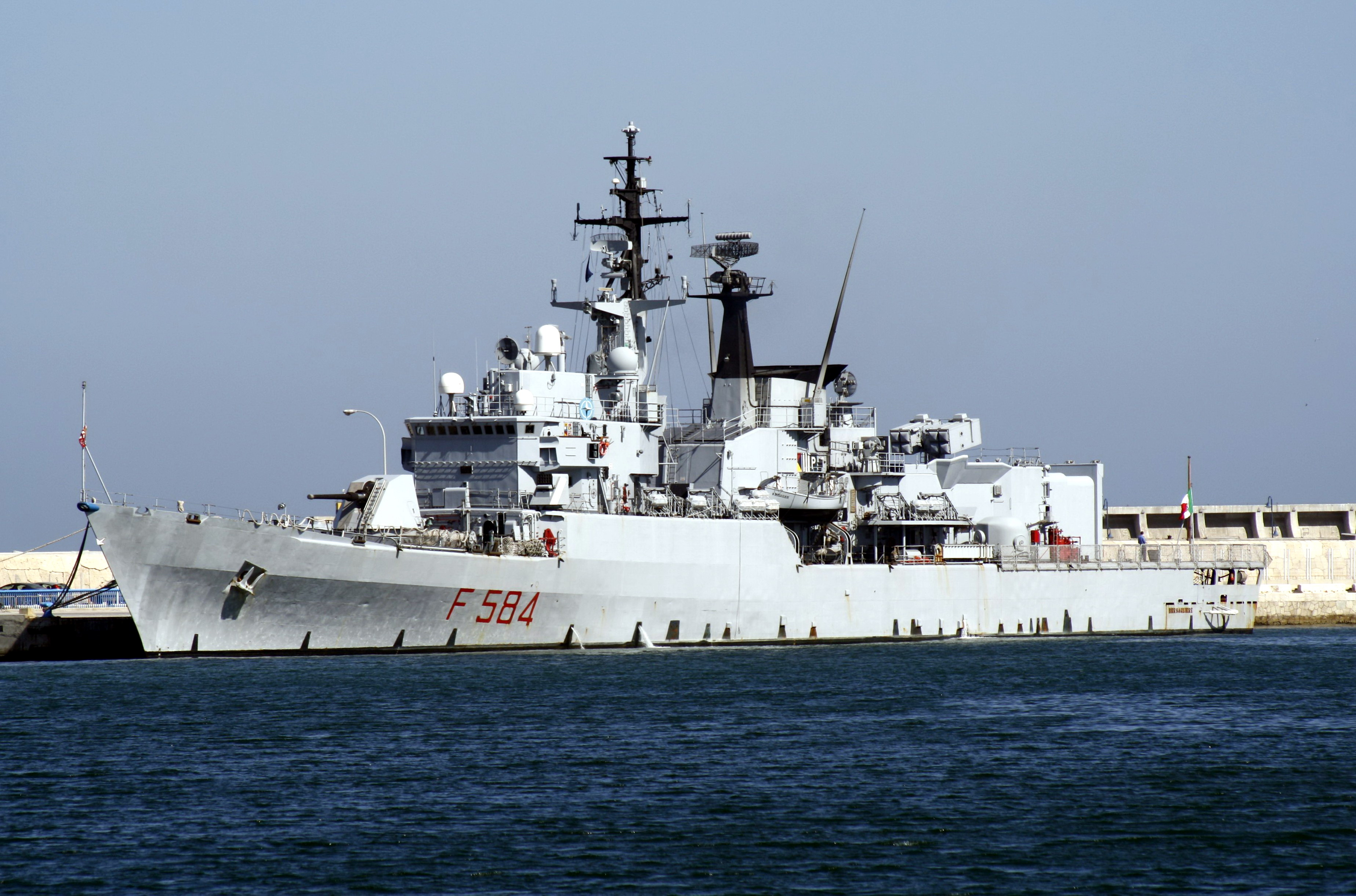
Фрегат «Bersagliere» (входив до складу групи у 2005 році)

2-а постійна протимінна група НАТО (англ. Standing NATO Mine Countermeasures Group 2; SNMCMG2) — одна з морських груп швидкого реагування НАТО, яка була утворена 27 травня 1999 року. З вересня 2001-го по січень 2005-го мала назву Постійна протимінна група південного регіону (MCMFORSOUTH), а з травня 1999-го по вересень 2001-го — Постійна протимінна група у Середземному морі (MCMFORMED). Нині група складається з командного судна і не більше 7-8 мінних тральщиків, що належать військово-морським силам Бельгії, Німеччини, Греції, Італії, Іспанії, Туреччини, Великої Британії і США.
Мета групи — пошук, виявлення та знищення морських мін, а також супровід кораблів і суден через мінні загородження. Група безпосередньо підпорядкована Об'єднаному командуванню ОЗС НАТО (Неаполь).
Акваторія пошуку охоплює більшу частину Середземного моря. У червні 1999 року акваторія групи була розширена, і вона запрацювала в Адріатичному морі, де спільно з іншими групами брала участь в операціях «Allied Force» і «Allied Harvest».

## Поточний склад групи
- 1-й командний корабель «Aliakmon»;
- 2-й командний корабель «Granatiere»;
- тральщик «Rimini»;
- тральщик «Segura»;
- тральщик «Groemitz»;
- тральщик «Callisto»;
- тральщик «Amasra».